# Marklkofen
Marklkofen este o comună aflată în districtul Dingolfing-Landau, landul Bavaria, Germania.